# Freie-Partie-Europameisterschaft der Junioren 2021/22

Logo CEB (ausrichtender Verband)

Die Freie-Partie-Europameisterschaft der Junioren 2022 ist das 39. Turnier in dieser Disziplin des Karambolagebillards und findet vom 7. bis zum 10. April 2022 in Desio statt. Die Meisterschaft zählte zur Saison 2021/22.

## Modus
Gespielt wurde in einer Gruppe mit sechs Spielern im Round-Robin-Modus. Die Distanz beträgt 250 Punkte oder 20 Aufnahmen.
Platzierung in den Tabellen bei Punktgleichheit:
1. MP = Matchpunkte
2. GD = Generaldurchschnitt
3. HS = Höchstserie

## Endergebnis
| MP    | Match Points (Sieger = 2; Unentschieden = 1; Verlierer = 0) |
| Pkte. | Erzielte Karambolagen                                       |
| Aufn. | Benötigte Versuche                                          |
| GD    | Generaldurchschnitt                                         |
| BED   | Bester Einzeldurchschnitt eines Spielers                    |
| HS    | Höchstserie                                                 |
|       | Bester GD des Turniers                                      |
|       | Bester ED des Turniers                                      |
|       | Beste HS des Turniers                                       |
|       | 1. Platz (Gold)                                             |
|       | 2. Platz (Silber)                                           |
|       | 3. Platz (Bronze)                                           |

| 1                         | Nathan Legendre    | 10:0 | 941  | 93 | 10,11 | 19,23 | 108 |
| 2                         | Nick Dudink        | 8:2  | 1049 | 66 | 15,89 | 83,33 | 218 |
| 3                         | Arthur Picard      | 6:4  | 578  | 87 | 6,64  | 10,45 | 60  |
| 4                         | Joshua Ty          | 3:7  | 838  | 90 | 9,31  | 12,50 | 81  |
| 5                         | Samuel Vanderveken | 3:7  | 617  | 83 | 7,43  | 12,20 | 72  |
| 6                         | Dario Meysing      | 0:10 | 366  | 99 | 3,69  | -     | 47  |
| Turnierdurchschnitt: 7,82 |                    |      |      |    |       |       |     |